# S.S.D. Marsala Calcio
Società Sportiva Dilettantistica Marsala Calcio là một câu lạc bộ bóng đá Ý có trụ sở tại thành phố Marsala, Sicily.

## Lịch sử
Marsala được thành lập vào năm 1912: đội còn được gọi là lilybetani, sau Lilybaeum, tên cổ của Marsala trong thời kỳ La Mã.
Sau chiến tranh thế giới thứ nhất, đội đã được đưa vào Coppa Federale Siciliana, nơi cạnh tranh giữa các đội bóng Sicilia hàng đầu như Palermo, Messinese và Catanan. Marsala đã thua đậm trong trận bán kết trước đội chiến thắng cuối cùng là Palermo.
Sự xuất hiện chuyên nghiệp đầu tiên cho câu lạc bộ là vào năm 1942, khi đội kết thúc vòng N của Serie C ở vị trí thứ sáu. Kể từ đó, Marsala đã chơi 28 lần khác ở cấp độ Serie C, suýt mất thăng hạng lên Serie B năm 1960 (hạng nhì ở vòng C) và tung ra một số cầu thủ trẻ sau đó nổi tiếng ngay cả ở cấp độ toàn thế giới, Marco Materazzi và Patrice Evra.
Đội bóng đã tuyên bố phá sản vào năm 2000, sau khi một mùa giải Serie C1 kết thúc với sự xuống hạng. Một đội mới, Associazione Sportiva Marsala 2000, được thành lập như là sự di dời của câu lạc bộ Eccellenza hiện tại Don Bosco Partinico. Đội bóng ngay lập tức thăng hạng lên Serie D, nhưng đã bị hủy bỏ vào năm 2004 ngay sau khi xuống hạng khác sau khi thua trận playoff với Ariano Irpino, một lần nữa vì những rắc rối tài chính.
Sau mùa giải 200607, bốn đội đại diện cho thành phố Marsala:
- USD Petrosino Marsala, một đội Eccellenza chính thức có trụ sở tại Petrosino nhưng chơi các trận đấu trên sân nhà ở Marsala;
- SC Marsala ASD, một câu lạc bộ địa phương nhỏ trước đây gọi là Bosco 1970 đã lên ngôi vô địch Promozione năm 2007, do đó được bầu chọn chơi Eccellenza mùa sau;
- Kennedy JF, một câu lạc bộ Prima Categoria đến từ frazione địa phương của Birgi, quê hương của sân bay Trapani-Birgi, đã được thăng hạng lên Promozione năm 2007;
- và SC Marsala 1912, đội thừa kế trực tiếp và hợp pháp của câu lạc bộ địa phương lịch sử, đã đăng ký lại vào Liên đoàn bóng đá Ý vào năm 2006, đội đã chơi và giành danh hiệu tại Seconda Cargetoria vào năm 2006.

Vào tháng 6 năm 2007, sau khi không tìm được thỏa thuận với Câu lạc bộ thể thao Marsala, Marsala 1912 đã đồng ý cho sáp nhập với Kennedy Birgi. Câu lạc bộ mới giả định tên gọi của ASDSC Marsala 1912 và tham gia giải đấu Promozione 2007-08 được tổ chức trong khu vực. Vào năm 2008*09, Marsala 1912 đã thăng hạng lên Eccellenza thông qua trận play-off, sau khi đánh bại câu lạc bộ có trụ sở tại Palermo, Sporting Arenella trong trận chung kết, vì vậy họ đã chơi ở giải hạng 6 của Ý mùa sau.
Trong mùa 2011-12, đội đã xuống hạng Eccellenza.

## Màu sắc và huy hiệu
Màu sắc chính thức và lịch sử của câu lạc bộ là màu trắng và màu xanh.

## Huấn luyện viên đáng chú ý
- liên_kết=|viền Carmelo Di Bella
- liên_kết=|viền Pasquale Marino
- liên_kết=|viền Ettore Trevisan